# Imre Reviczky

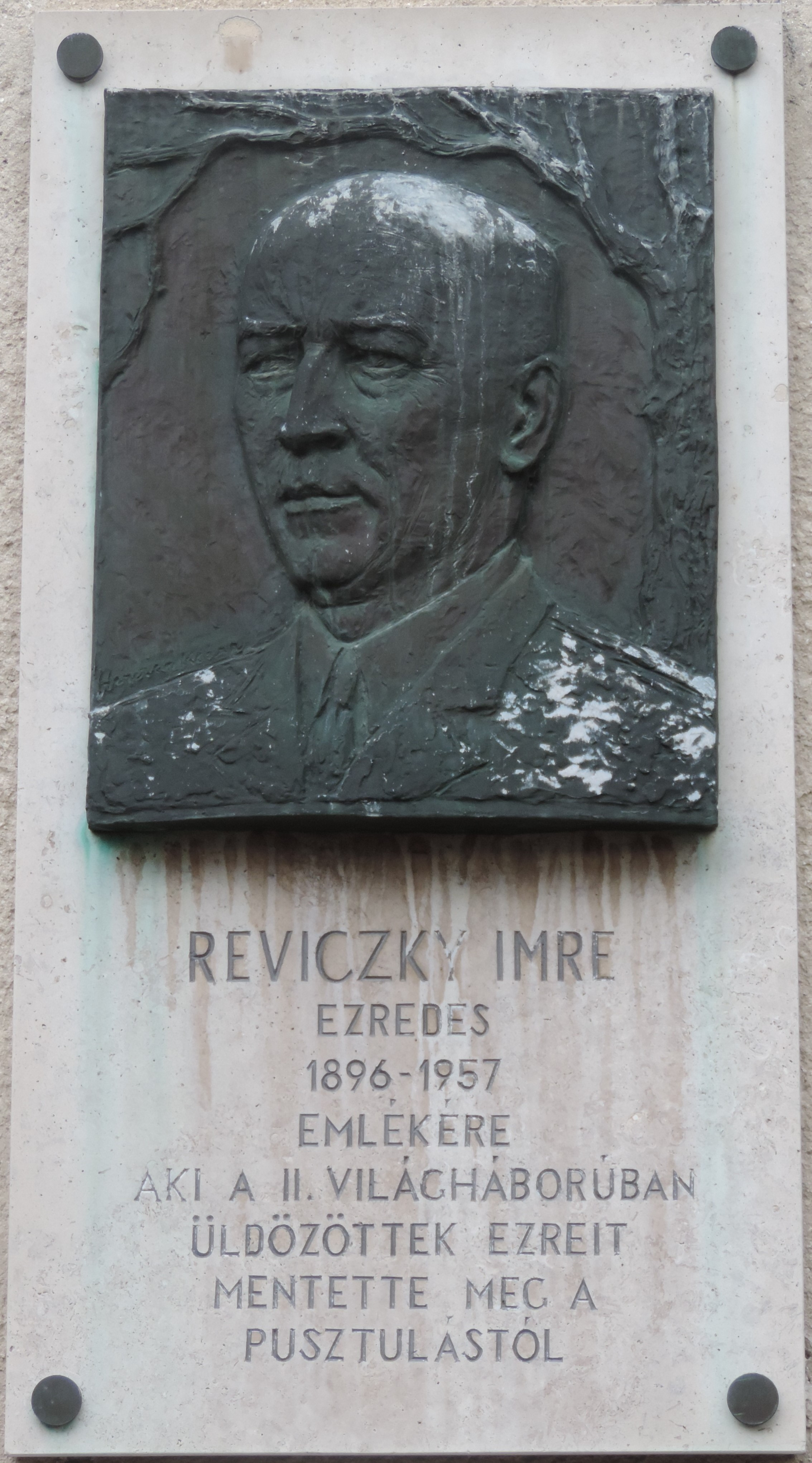
Placă memorială la Budapesta

Imre Reviczky (n. 4 noiembrie 1896, Bánovce nad Ondavou, Košický kraj, Slovacia – d. 16 februarie 1957, Pitești, România) a fost un colonel în armata maghiară, comandantul detașamentului de muncă de la Baia Mare în timpul celui de-al doilea război mondial. Reviczky a dat dovadă de un comportament plin de omenie față de evreii deportați. A ordonat pedepsirea celor care îi băteau pe evreii din detașament, a îmbunătățit hrana deportaților și a reușit chiar să salveze viața mai multor sute de evrei, riscându-și poziția militară și chiar viața.
După instalarea regimului comunist în Ungaria a fost îndepărtat din armată și a lucrat ca muncitor.
În 1965, Yad Vashem i-a acordat postum titlul de Drept între Popoare.
În Biserica Romano-Catolică din Baia Mare a fost dezvelită o placă memorială în amintirea colonelului Reviczky, cu textul Un om în vremuri de neomenie.
În orașul Safed din Israel există o stradă care îi poartă numele.